# Kiril Bratanow

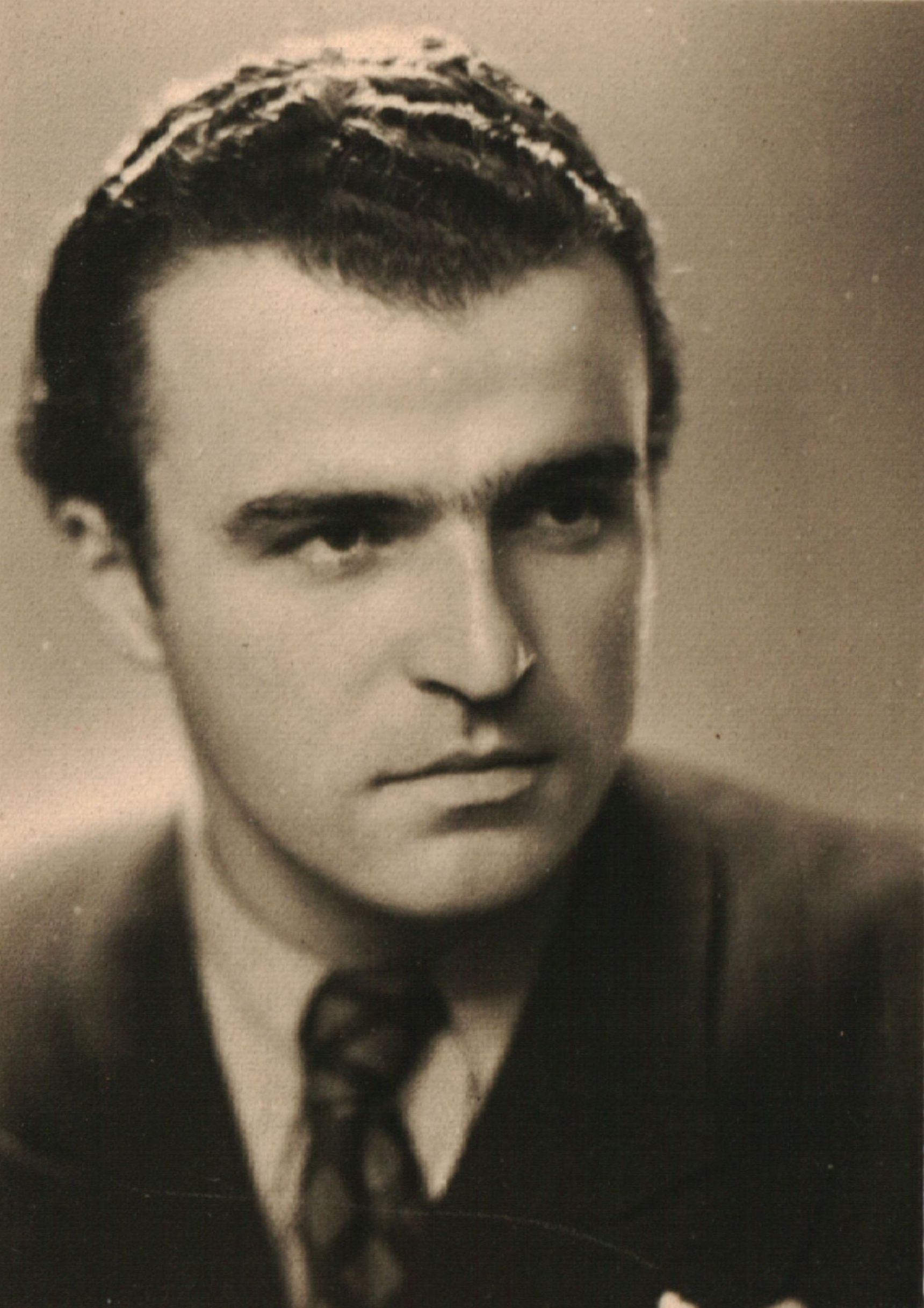
Kiril Bratanow

Kiril Zotschew Bratanow (bulgarisch Кирил Братанов; * 5. März 1911 in Lukowit; † 16. Oktober 1986 in Sofia) war ein bulgarischer Zoologe.

## Leben
Nach Abschluss seines Studiums der Veterinärmedizin in Sofia 1935, setzte er seine Ausbildung 1938 in Bukarest, 1941 in Mailand und 1946 in Moskau fort. 1947 trat er der Bulgarischen Kommunistischen Partei bei. 1954 wurde er Professor. Bratanow war seit 1976 Direktor des Einheitlichen Zentrums für Biologie bei der Bulgarischen Akademie der Wissenschaften, der er seit 1967 als Mitglied angehörte. Darüber hinaus gehörte er auch mehreren ausländischen Akademien an.
In seinen wissenschaftlichen Arbeiten befasste er sich insbesondere mit der Fortpflanzung landwirtschaftlicher Nutztiere. Er verfasste eine Vielzahl wissenschaftlicher Monographien, Lehrbücher und Handbücher, mehr als 300 wissenschaftliche Arbeiten, sowie unter anderem mehr als 500 Artikel zur Entwicklung der Landwirtschaft in Bulgarien.